# Meiskensbeek
De Meiskensbeek is een beek in Vlaams-Brabant in België die behoort tot het stroomgebied van de Schelde. Het is de belangrijkste beek in Humbeek. Ze komt van Beigem en stroomt van zuidwest naar noordoostelijke richting waar zij in het 's Gravenbos de Kleine buisbeek opneemt en in de Sasbeek vloeit.
Tot 2010 was de Meiskensbeek een biologisch dode beek, vervuild met huishoudelijk afvalwater van Humbeek.
De beek werd in 2011 in opdracht van Aquafin en het gemeentebestuur heringericht door aannemer DSV nv uit Aarschot naar een ontwerp van het studiebureau Grontmij in Groot-Bijgaarden. Als onderdeel van deze werken werd een verbindingsriolering aangelegd, die het afvalwater van de straten verzamelt zodat het afvalwater, gescheiden van het hemelwater, aankomt bij de zuiveringsinstallatie aan de Westvaartdijk op de Verbrande Brug te Grimbergen.
De bestaande riolering, waardoor vroeger hemel- en afvalwater samen werden afgevoerd, voert thans enkel nog het hemelwater via de Meiskensbeek naar het Zeekanaal Brussel-Schelde.